# Nuntii Latini
Nuntii Latini або Латинські вісті були з вересня 1989 по червень 2019 року новинною передачею латинською мовою на фінському національному мовникові Yle (канал Yle Radio 1).  

## Формат передачі

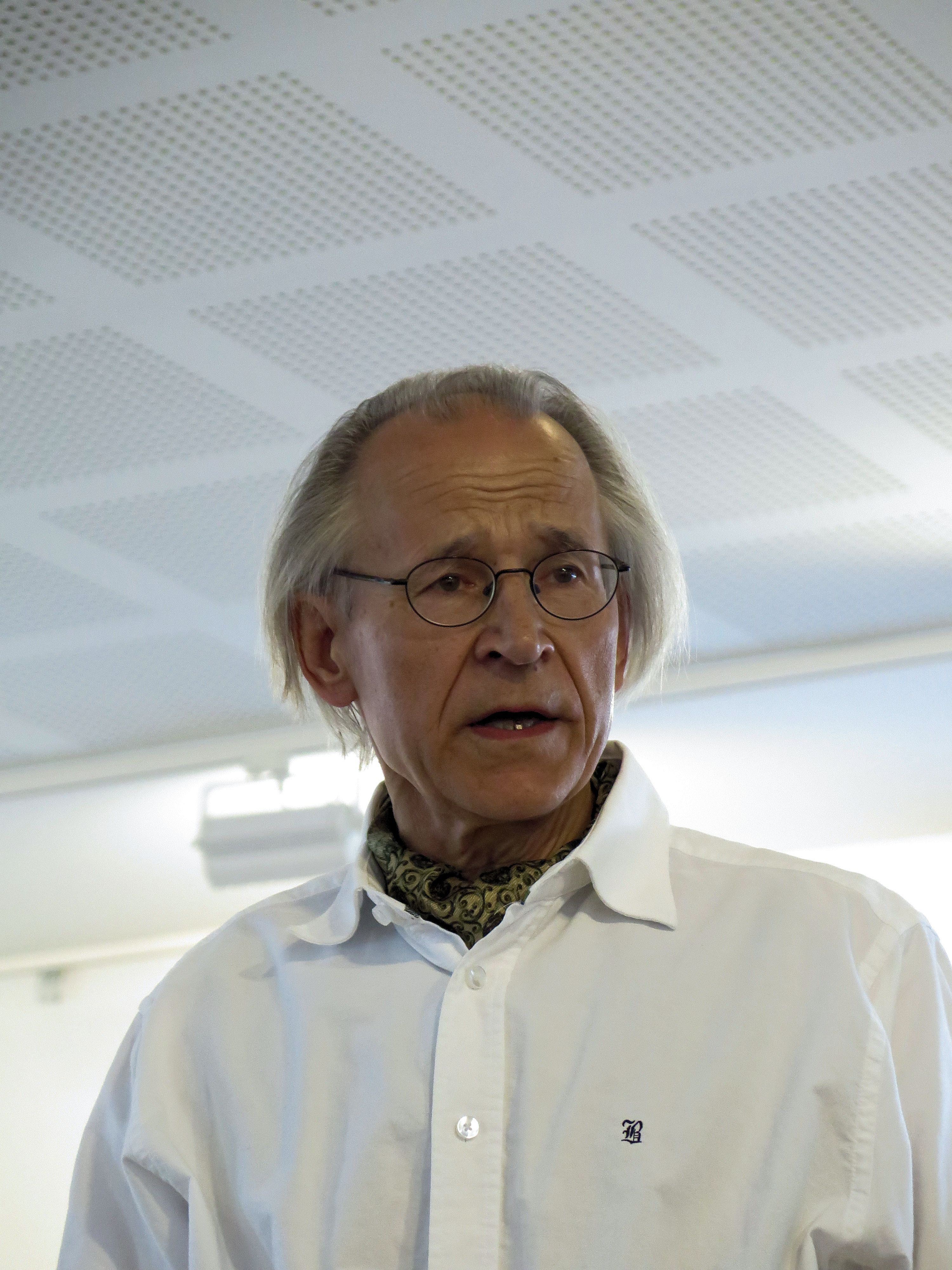
Jukka Ammondt

Передача являла собою щотижневий 5-хвилинний огляд останніх світових новин. Згодом, програма стала доступною в Інтернеті. Програма мала приблизно 40 000 слухачів за версією RTÉ у 2019 році, хоч за іншими оцінками чисельність слухачів у 2006 році складала 75 000. Новини, як правило, по черзі читали латиною диктор і дикторка. Вимова, здебільшого, була «класичною» (себто лат. pronunciatio restituta), а слухачі могли слідкувати за доступною стенограмою новин. Для кожної програми було передбачено також «Glossarium programmatis» (словник програми), який давав переклади 6-10 ключовим латинським термінам фінською, англійською та німецькою мовами. 
Програму заснував Туомо Пекканен (фін. Tuomo Pekkanen), професор латинської мови. Станом на 2013 рік Лаура Ніссінен (фін. Laura Nissinen) була однією з дикторок. Програма описувалась як один із декількох бастіонів латини у Фінляндії. Наприклад, переклад творів Елвіса Преслі латиною виконав фінський академік Юкка Аммондт (фін. Jukka Ammondt).

## Закриття передачі
У листопаді 2017 року Yle оголосила, що припинить трансляцію в грудні. Одною з причин названо доступність інших латиномовних засобів масової інформації в Інтернеті. Ще однією причиною була неможливість знайти заміну виробникам програми, які через старість не могли далі працювати. Це оголошення викликало публічну кампанію на підтримку збереження програми. Понад 3000 слухачів на знак протесту написали на станцію, в результаті чого програма тривала до 2019 року. Фінальна трансляція вийшла 14 червня 2019 року.